# NGC 3004
NGC 3004 is een ster in het sterrenbeeld Grote Beer. Het hemelobject werd op 25 januari 1851 ontdekt door de Ierse astronoom William Parsons.